# Robert Stadelmann
Robert Stadelmann (ur. 23 stycznia 1972 r. w Marburgu) – austriacki narciarz, specjalista kombinacji norweskiej, brązowy medalista mistrzostw świata.

## Kariera
W Pucharze Świata Robert Stadelmann zadebiutował 17 grudnia 1988 roku w Saalfelden am Steinernen Meer, gdzie zajął 33. miejsce w konkursie rozgrywanym metodą Gundersena. W sezonie 1988/1989 pojawił się jeszcze raz, ale także nie zdobył punktów i nie został uwzględniony w klasyfikacji generalnej. Pierwsze pucharowe punkty wywalczył 12 grudnia 1992 roku w Courchevel, gdzie był dziesiąty. W sezonie 1992/1993 punktował jeszcze dwukrotnie, co dało mu 22. miejsce w klasyfikacji generalnej. Najlepsze wyniki osiągnął w sezonie 1994/1995, który ukończył na osiemnastym miejscu. Wtedy też osiągnął swój najlepszy pucharowy wynik, zajmując 10 grudnia 1994 roku ósme miejsce w Štrbskim Plesie.
Stadelmann startował także w zawodach Pucharu Świata B (obecnie Puchar Kontynentalny), gdzie osiągał większe sukcesy. W klasyfikacji generalnej sezonu 1996/1997 zajął drugie miejsce, przegrywając tylko z Francuzem Frédérikiem Baudem. W konkursach tego cyklu trzykrotnie stawał na podium, w tym 17 stycznia 1999 roku w Chamonix zwyciężył. Zajął także osiemnaste miejsce w klasyfikacji generalnej pierwszej edycji Letniego Grand Prix w kombinacji norweskiej.
W 1993 roku wystąpił na Mistrzostwach Świata w Falun, gdzie wraz z kolegami z prezentacji był siódmy w sztafecie. Rok później brał udział w Igrzyskach Olimpijskich w Lillehammer, gdzie zawody indywidualne ukończył na 41. miejscu. Swój największy sukces na zawodach tej rangi osiągnął w 1995 roku, kiedy na Mistrzostwach Świata w Thunder Bay wspólnie z Christophem Eugenem, Felixem Gottwaldem i Mario Stecherem zdobył brązowy medal w sztafecie. W 1999 roku zakończył karierę.

## Osiągnięcia

### Igrzyska Olimpijskie
| Miejsce | Dzień     | Rok  | Miejscowość | Konkurencja          | Wynik zwycięzcy | Strata       | Zwycięzca           |
| ------- | --------- | ---- | ----------- | -------------------- | --------------- | ------------ | ------------------- |
| 41.     | 19 lutego | 1994 | Lillehammer | Gundersen K-90/15 km | 39:07.9 min     | +10:15.7 min | Fred Børre Lundberg |

### Mistrzostwa świata
| Miejsce | Dzień     | Rok  | Miejscowość | Konkurencja          | Wynik zwycięzcy | Strata       | Zwycięzca        |
| ------- | --------- | ---- | ----------- | -------------------- | --------------- | ------------ | ---------------- |
| 7.      | 19 lutego | 1993 | Falun       | Sztafeta K-90/3x5 km | 1:19:25.7 h     | +14.59.4 min | Japonia          |
| 5.      | 10 marca  | 1995 | Thunder Bay | Sztafeta K-90/4x5 km | 56:20.2 min     | +6:57.4 min  | Japonia          |
| 3.      | 23 lutego | 1997 | Trondheim   | Sztafeta K-90/4x5 km | 52:18.0 min     | +1:12.9 min  | Norwegia         |
| 52.     | 20 lutego | 1999 | Ramsau      | Gundersen K-90/15 km | 37:04.8 min     | +10:27.2 min | Bjarte Engen Vik |

### Puchar Świata

#### Miejsca w klasyfikacji generalnej
- sezon 1992/1993: 22.
- sezon 1993/1994: 29.
- sezon 1994/1995: 18.
- sezon 1995/1996: 31.
- sezon 1997/1998: 47.
- sezon 1998/1999: 47.

#### Miejsca na podium chronologicznie
Stadelmann nigdy nie stał na podium indywidualnych zawodów Pucharu Świata.

### Puchar Kontynentalny

#### Miejsca w klasyfikacji generalnej
- sezon 1990/1991: 34.
- sezon 1996/1997: 2.

#### Miejsca na podium chronologicznie
| Nr | Data             | Miejscowość | Konkurencja         | Wynik zwycięzcy | Pozycja | Strata | Zwycięzca           |
| -- | ---------------- | ----------- | ------------------- | --------------- | ------- | ------ | ------------------- |
| 1. | 2 marca 1997     | Courchevel  | Gundersen K90/15 km | ?               | 3.      | ?      | Frédéric Baud       |
| 2. | 10 grudnia 1998  | Taivalkoski | Sprint K90/15 km    | ?               | 2.      | ?      | Aleksiej Barannikow |
| 3. | 17 stycznia 1999 | Chamonix    | Sprint K90/15 km    | ?               | 1.      | -      | -                   |

### Letnie Grand Prix

#### Miejsca w klasyfikacji generalnej
- 1998: 18.

#### Miejsca na podium chronologicznie
Stadelmann nigdy nie stał na podium indywidualnych zawodów LGP.